# Bazaar (Kansas)
Bazaar è una comunità non incorporata della contea di Chase, Kansas, Stati Uniti. La comunità fa parte dell'area micropolitana di Emporia.

## Geografia fisica
Bazar è situata nella regione delle Flint Hills all'interno delle Grandi Pianure. Dall'autostrada, si trova a 29 km a nord dell'uscita della strada a pedaggio Kansas Turnpike a Cassoday, o 11 km a sud della U.S. Route 50, uscita Strong City.

## Storia
Un ufficio postale fu istituito a Bazaar il 16 aprile 1860. L'ufficio postale fu rinominato "Mary" il 20 luglio 1876 e infine di nuovo in Bazaar il 19 marzo 1878. L'ufficio postale fu chiuso il 26 aprile 1974.
Il 31 marzo 1931, un aereo di linea della Transcontinental & Western Air si schiantò a poche miglia a sud-ovest di Bazaar, uccidendo tutti a bordo, tra cui l'allenatore Knute Rockne dell'Università di Notre Dame. Un monumento è situato su una proprietà privata alle coordinate 38°14′09″N 96°35′12″W, e visite annuali forniscono l'accesso al sito.
Bazaar funge ancora da deposito ferroviario per l'allevamento del bestiame locale.

## Cultura

### Istruzione
Bazaar fa parte del distretto scolastico unificato 284. Tutti gli studenti frequentano le scuole a Cottonwood Falls.

## Infrastrutture e trasporti
L'autostrada K-177 e la BNSF Railway passano entrambe da nord a sud attraverso Bazaar.